# Austin Clarke (Schriftsteller)

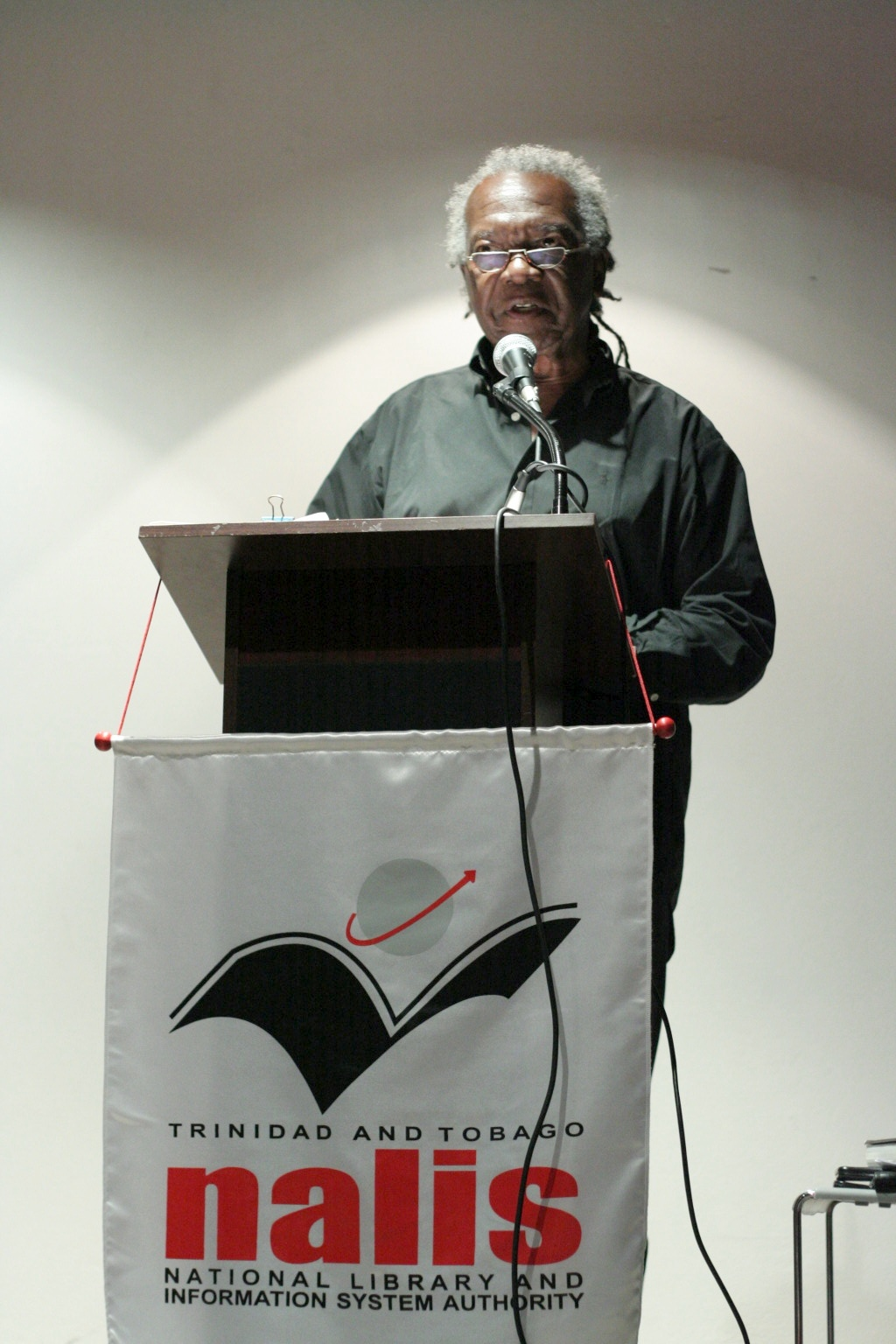
Austin Clarke (2006)

Austin Ardinel Chesterfield „Tom“ Clarke, CM, O.Ont (* 26. Juli 1934 in Saint Michael, Barbados; † 26. Juni 2016 in Toronto) war ein kanadischer Schriftsteller, Journalist, Bürgerrechtler und Politiker barbadischer Herkunft. Seine Romane und Kurzgeschichten handeln u. a. vom ländlichen Leben auf der Insel Barbados, von den Schwierigkeiten und Ambiguitäten des Lebens westindischer Immigranten in Kanada sowie von afroamerikanischer Identität und Marginalisierung. Sein erfolgreichster Roman ist The Polished Hoe. Clarke lebte in Toronto.

## Leben und Schaffen
Austin Clarke wuchs auf Barbados auf. Er lehrte drei Jahre an einer Dorfschule (rural school), ehe er 1955 nach Kanada ging, um an der Universität Toronto zu studieren. Dort wurde er zu einem führenden Aktivisten der Torontoer Bürgerrechtsbewegung.
1964 debütierte Clarke mit dem Roman Survivors of the Crossing (1964). Nachdem er mehrere Jahre als Journalist und Radioreporter gearbeitet und zwei weitere Bücher veröffentlicht hatte, wirkte er als Dozent für Kreatives Schreiben an verschiedenen US-Hochschulen, u. a. an der Yale University (1968–1970), an der Duke University (1971–1972) und an der University of Texas (1973).
Ab 1973 amtierte Clarke zeitweise als Kulturattache von Barbados in Washington. Von 1975 bis 1977 arbeitete er als Generaldirektor der Caribbean Broadcasting Corporation und 1973 bis 1976 als Berater des Premierministers von Barbados. 1976 kehrte er nach Kanada zurück und kandidierte 1977 für die Progressive Conservative Party of Canada bei den Wahlen in Ontario. 1981 beantragte er die kanadische Staatsbürgerschaft und erhielt sie 1985. Von 1988 bis 1993 arbeitete er für das Immigration and Refugee Board of Canada.
Clarke war Writer-in-Residence am Massey College der University of Toronto und an der Toronto Public Library. 1998 erhielt er den Order of Canada und in den folgenden Jahren vier Ehrendoktortitel. Sein Roman The Polished Hoe (2002) wurde mit dem Scotiabank Giller Prize, dem Trillium Book Award, dem Regional Commonwealth Prize und Commonwealth Writers Award ausgezeichnet. Beim International Festival of Authors 2012 wurden Clarkes Werk sowie seine Verdienste in der Schriftstellerförderung mit dem Harbourfront Festival Prize gewürdigt.

## Auszeichnungen
- 1980 Casa de las Américas Prize, Kuba[10]
- 1992 Toronto Arts Award for Lifetime Achievement in Literature[3]
- 1997 Lifetime Achievement Award from Frontier College in Toronto[3]
- 1998 Member of the Order of Canada
- 1998 Rogers Communication Writers Trust Prize[4]
- 1999 Martin Luther King Junior Award for Excellence in Writing[3]
- 1999 W. O. Mitchell Award[9]
- 2002 Scotiabank Giller Prize für The Polished Hoe
- 2003 Trillium Book Award für The Polished Hoe[11]
- 2003 Commonwealth Writers Best Book Award for Canada and the Caribbean region für The Polished Hoe
- 2003 Commonwealth Writers Award für The Polished Hoe
- 2009 Toronto Book Awards für More
- 2012 Harbourfront Festival Prize

## Werke
Romane
- The Survivors of the Crossing. McClelland & Stewart, Toronto 1964
- The Meeting Point. Macmillan, Toronto 1967
- Storm of Fortune. Little Brown, Boston 1973
- The Bigger Light. Little Brown, Boston 1975
- The Prime Minister. General Publishing, Don Mills ON 1977
- Proud Empires. Gollancz, London 1988
- The Origin of Waves. McClelland & Stewart, Toronto 1997
- The Question. McClelland & Stewart, 1999
- The Polished Hoe. Thomas Allen, Toronto 2002
- More. Amistad, New York 2008

Kurzgeschichten
- Amongst Thistles and Thorns. McClelland & Stewart, 1965
- When He Was Free and Young and He Used to Wear Silks. Anansi, Toronto 1971
- When Women Rule. McClelland and Stewart, 1985
- Canadian Experience. 1986[12]
- Nine Men Who Laughed. Penguin, Toronto 1986
- In This City. Exile Editions, Toronto 1992
- There are no Elders. Exile Editions, Toronto 2007
- They Never Told Me: and Other Stories. Exile Editions, Toronto 2013
- Choosing His Coffin: The Best Stories of Austin Clarke. T. Allen Publ., Toronto 2003

Lyrik
- Where the Sun Shines Best, Toronto: Guernica, 2013

Autobiographische Werke
- Growing Up Stupid Under the Union Jack. McClelland & Stewart, 1980
- Public Enemies: Police Violence and Black Youth. HarperCollins, Toronto 1992
- A Passage Back Home: A Personal Reminiscence of Samuel Selvon. Exile Editions, Toronto 1994
- Pigtails ’n’ Breadfruit: The Rituals of Slave Food, A Barbadian Memoir. Random House, Toronto 1999
- Membering. Cormorant, Toronto 2015